# Eremiolirion amboense
Eremiolirion amboense là một loài thực vật có hoa trong họ Tecophilaeaceae. Loài này được (Schinz) J.C.Manning & Mannh. mô tả khoa học đầu tiên năm 2005.